# Parnay
Parnay é uma comuna francesa na região administrativa do Centro, no departamento Cher. Estende-se por uma área de 17 km². Em 2010 a comuna tinha 60 habitantes (densidade: 3,5 hab./km²).